# Steinberg (Šluknovská pahorkatina, 511 m)
Steinberg (česky doslovně Kamenný vrch) je 511 m vysoký vrch na území města Neustadt in Sachsen (místní část Berthelsdorf) v zemském okrese Saské Švýcarsko-Východní Krušné hory v Sasku.

## Charakteristika
Vrch leží v německé části Šluknovské pahorkatiny (Lausitzer Bergland) a její mesogeochoře Západní hornolužická vrchovina (Westliches Oberlausitzer Bergland). Geologické podloží tvoří dvojslídý hybridní granodiorit, který protínají žíly doleritu. Převládajícím půdním typem je podzolová kambizem, kterou na jižním svahu střídá erodovaná parakambizem až paraglej. Na západním svahu pramení Laubbach, který je pravostranným přítokem Polenze, na východním pak Heimichbach, který teče na českém území pod názvem Luční potok a který je pravým přítokem Sebnice. Celý vrch tak náleží k povodí Labe a k úmoří Severního moře. Vrch je zalesněný jehličnatým lesem a je součástí lesní oblasti Hohwald a chráněné krajinné oblasti Oberlausitzer Bergland.
Přes Steinberg vede zemská silnice S 154, která spojuje Neustadt in Sachsen se Steinigtwolmsdorfem. Kolem vrcholu prochází červená a modrá turistická trasa, které směřují k Valtenbergu (586 m) a Neustadtu, na východním svahu pak začíná zelená trasa směřující na Ungerberg (538 m).